# Bactris moorei
Bactris moorei là loài thực vật có hoa thuộc họ Arecaceae. Loài này được Wess.Boer mô tả khoa học đầu tiên năm 1971.